# Steam VR
Steam, la plataforma de distribución digital de videojuegos de Valve, lanzó en 2014 una nueva iniciativa para adaptar la Realidad Virtual a los juegos digitales. Steam VR permite el uso de juegos de realidad virtual en un equipo personal a partir de su plataforma.

## Historia
Valve a principios de  2014, al ver el desarrollo paralelo de las nuevas tecnologías de Realidad Virtual en el mundo de los videojuegos, inició un proyecto para su plataforma de distribución digital de juegos:  Steam VR. Se mostraron las primeras iniciativas el 2 de junio de 2014 en una reunión a puerta cerrada en Boston con un grupo de desarrolladores selectos.
SteamVR empezó como un modo experimental que soportaba y utilizaba el headset Oculus Rift; un anuncio muy oportuno tras el lanzamiento del nuevo headset Crystal Cove Oculus Rift. En sus inicios SteamVR presentaba la interfaz del cliente Steam en el modo Rift, mostrando la interfaz del usuario como una pantalla curva flotante, con soporte de seguimiento de cabeza. Actualmente la plataforma cuenta con más de 1200 experiencias VR (Realidad Virtual) con todo tipo de juegos y simuladores adaptado. También tienen en fases de desarrollo desde 2017 la incorporación de la Realidad Aumentada en colaboración con Microsoft incorporando el uso de la cámara incorporada en el headset de HTC VIVE.

## Especificaciones técnicas[5][6]

### SO
Windows 7 SP1, Windows 8.1, Windows 10 o más reciente.

### CPU
Intel® i5-4590 / AMD FX 8350 equivalente o superior.

### Memoria RAM
4 GB de RAM o más.

### Gráficos (Tarjetas gráficas recomendadas)
NVIDIA GeForce® GTX 970 / AMD Radeon™ R9 290 equivalent or greater

### Conexiones

#### Salida de vídeo
HDMI 1.4 / DisplayPort 1.2, o una versión más reciente.

#### Puertos USB
1 USB 2.0 o superior.

## Equipo de juego[5]

### Controles
Mandos inalámbricos para controlar tanto las acciones y movimientos dentro de la realidad virtual, estos son captados por las estaciones de seguimiento. Estos mandos cuentan con un conjunto de botones de presión y táctiles para la interacción del usuario con la experiencia VR.

### Gafas
Actualmente se usa el headset de HTC Vive. Este visor está formado por dos pantallas de 1200 x 1080 píxeles cada una a una frecuencia de 90Hz.

### Estaciones de Seguimiento
Bases inalámbricas colocadas en la zona de juego que permiten el tracking de (monitorizan) los movimientos del usuario.

### Caja de conexiones
Las gafas van conectadas a una caja de conexiones mediante un cable USB y HDMI que a su vez va conectado al ordenador.

### Espacio de juego
Steam especifica un mínimo de 2x1,5 metros para conseguir un correcto rendimiento del STEAM VR y un máximo de 5x5x5 metros (aunque algunos afirman que el área de funcionamiento máximo es de 4,6x4 ,6m según el hardware que se use) debido a las características técnicas de las estaciones de seguimiento y mandos inalámbricos. Aun así, no es necesario más que las dimensiones mínimas de espacio para su correcto uso. Este espacio debe estar limpio de obstáculos para que exista una buena jugabilidad y evitar accidentes.

## Valve Index
Valve ha presentado Valve Index, su nueva apuesta de hardware que mejora el dispositivo diseñado y desarrollado completamente por la compañía. Con los siguientes requisitos para funcionar correctamente:
MÍNIMO
- Sistema Windows 10, SteamOS o Linux
- RAM de 8 GB o más
- GPU NVIDIA GeForce GTX 970 o superior, AMD RX480 o superior (Requiere DisplayPort, no es compatible con HDMI)
- CPU Dual core (con hyperthreading o superior)
- UBS 3.0+ para las cámaras del visor

RECOMENDADO
- Procesador: Quad Core +
- Gráficos: NVIDIA 1070 or better
- Notas adicionales: Available USB (3.0+) Port Required for Headset Pass-Through Camera & USB Port Support

En cuanto a sus particularidades técnicas, el visor de Valve Index presenta unas pantallas con diseño propio, que ofrecen imágenes de alta resolución a través de dos paneles LCD de 1440x1600 píxeles, añaden subpíxel RGB. Con frecuencia de actualización es de 120Hz con un modo experimental de 144Hz y 20 grados más de visión que HTC VIVE.
Para el apartado sonoro, Valve ha desarrollado unos pequeños altavoces que se sitúan fuera de la oreja para conseguir una mayor inmersión auditiva y evitar el uso de auriculares. El lado negativo de este añadido es que, al situarse fuera de la oreja, los que están alrededor en la misma sala también pueden escuchar lo que ocurre dentro del juego o aplicación en cuestión. Para el apartado sonoro, Valve ha querido innovar y ha desarrollado unos pequeños altavoces que se sitúan fuera de la oreja para conseguir una mayor inmersión auditiva de larga duración y evitar la incomodidad que puede suponer el llevar auriculares. No obstante, al situarse fuera de la oreja, los que están alrededor en la misma sala también pueden escuchar lo que ocurre dentro del juego o aplicación en cuestión.
Los controladores de Index llevan incorporados un stick para el pulgar, un pequeño touchpad, dos botones, un gatillo analógico y un botón del sistema. Incorporan un conector de carga USB tipo C y tienen una batería que dura más de 7 horas.  